# Villa del Puente Picún Leufú
Villa del Puente Picún Leufú es una localidad argentina ubicada en los departamentos Catán Lil y Zapala, en la provincia del Neuquén. Se accede desde la Ruta Nacional 40.
La localidad posee una superficie de 228,25 km².

## Toponimia
Etimológicamente, el nombre Picún Leufú proviene del Idioma mapuche, que significa Río del Norte. En español, el nombre de Villa del Puente Picún Leufú sería Villa del Puente del Río del Norte.

## Geografía
Villa del Puente Picún Leufú se encuentra ubicado en las coordenadas 39°12′45.3″S 70°03′49.5″O / -39.212583, -70.063750.

## Población
La localidad contó con 221 habitantes (Indec, 2010). De los 221 habitantes, 112 en el ejido municipal que se ubica en el Departamento Catán Lil y 109 en el ejido municipal ubicado en el Departamento Zapala.La población se compuso de 126 varones y 95 mujeres, lo que arrojó un índice de masculinidad del 132.63%. En tanto, las viviendas fueron 66.
Según el censo 2022 se conoció una población dentro de la comisión de fomento es de 175 habitantes y 75 viviendas.Esto la situó como la segunda comisión de fomento con menos población de la provincia.
| Gráfica de evolución demográfica de Villa del Puente Picún Leufú entre 1991 y 2022 |
|                                                                                    |
| Fuente: Censos nacionales del INDEC                                                |